# Internacionalidad (deporte)

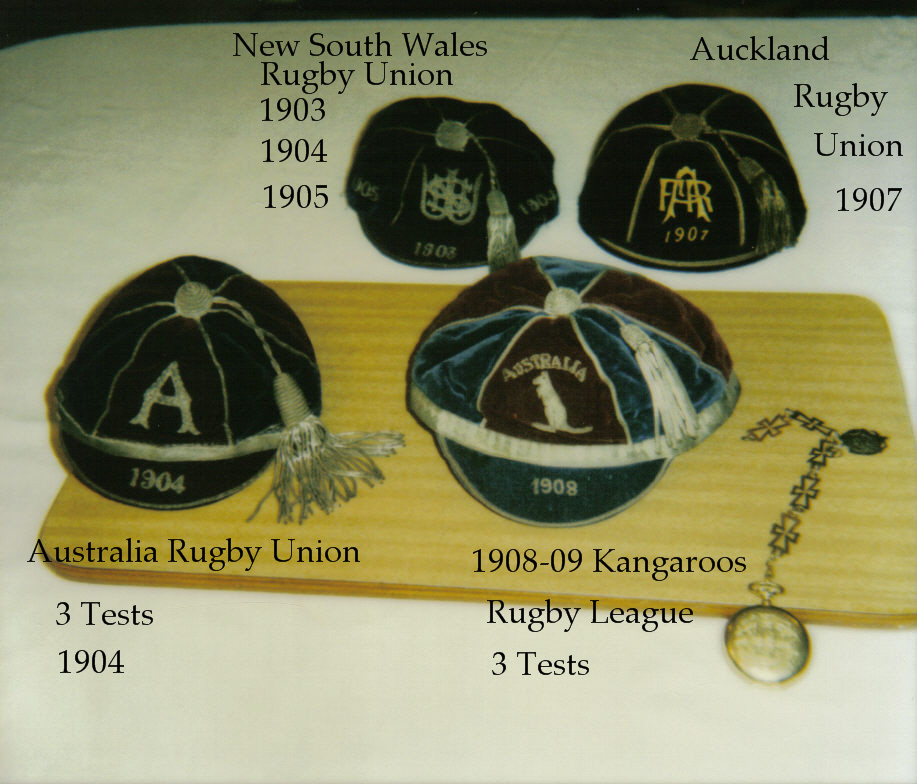
Gorras o casquetes ("caps") otorgados por la participación en un partido internacional.

En deporte, la internacionalidad es la participación de un deportista cuando es seleccionado para representar a su país en competiciones oficiales frente a otras naciones.  En tal caso, se dice que el deportista es internacional por su país. 
El término posee en otros países un nombre específico para tal circunstancia. Proveniente del inglés, y adoptado en otros países como Francia, el término es conocido por la palabra «cap» ("gorra" en castellano) en alusión a la antigua costumbre del Reino Unido y sus distintas selecciones de otorgar una gorra a cada jugador que jugase un partido internacional de fútbol, uno de los tres deportes de la época que acuñaron esta iniciativa. Durante los primeros años de fútbol, dentro del uniforme estaba contemplado el uso de una gorra o casquete como parte obligatoria y oficial del uniforme. En parte la medida era tomada para diferenciar a los jugadores de uno y otro equipo en el terreno de juego, ya que aún no estaba muy extendida la medida de usar la misma camiseta entre futbolistas del mismo equipo.
El término y su uso, se trasladaron al fútbol desde el rugby, y al primero desde el críquet. Todos ellos, inventados en Inglaterra, con el rugby y el fútbol evolucionados del fútbol de carnaval, tomarían el término cap para referirse a las apariciones con la selección. En el rugby su uso está más extendido. Como contraposición a la tradición de británicos y franceses, equipos por historia más reconocidos en este deporte en el hemisferio norte, fue llevada a los equipos del hemisferio sur como África del Sur, Australia o Nueva Zelanda con la diferencia de que es una blazer con el escudo nacional el que sustituye al casquete.

## Fútbol
Las antiguas ilustraciones sobre el primer enfrentamiento internacional entre dos selecciones de fútbol, el disputado por Inglaterra y Escocia, muestran a unos jugadores escoceses jugando con unas cogullas para diferenciarse de los jugadores ingleses, que portaban los citados casquetes. Tal práctica fue aprobada oficialmente el 10 de mayo de 1886 por The Football Association después de la propuesta hecha por el fundador del mítico equipo inglés del Corinthian, N. Lane Jackson: 

"Todos los jugadores que en adelante jueguen partidos internacionales con Inglaterra portarán una gorra de seda blanca con una rosa roja bordada en el frente. Estas se denominarán "Gorras internacionales" (International Caps)."

Su uso se extendió rápidamente, y a pesar de que con el tiempo se perdería la costumbre de otorgar dicha gorra, el uso de la palabra "cap" para referirse a la internacionalidad sigue aún vigente.
En su lugar, es otorgada una de forma simbólica cuando un jugador alcanza un determinado número de encuentros. De ahí nace la expresión de decir que un jugador posee tantas "caps", o que ha sido "capeado" tantas otras. En la cultura de habla hispana no está extendido el término, y nunca llegó a usarse, mientras que para referirse a él, se usa simplemente la palabra internacionalidad junto con su adjetivo internacional, o en su defecto, apariciones.
Sin embargo, debido a la tradición inglesa en el fútbol, se produjo una excepción que aún se mantiene, cuando en los últimos años la UEFA adoptó la medida de entregar una "cap" a todo jugador que llegase a los 100 partidos, como reconocimiento mundial. A tal cifra llegó el jugador español Raúl González motivo por el que le fue entregada una.

### Récords
La futbolista con mayor número de internacionalidades es la estadounidense Kristine Lilly con un total de 350 apariciones con su selección nacional. En hombres, el récord lo posee el portugués Cristiano Ronaldo con 214, mientras que el primer jugador en llegar a los 100 partidos fue el inglés Billy Wright para un total de 105, en los cuales 90 fue el capitán del equipo. El primer jugador en llegar a los 200 partidos fue el portugués Cristiano Ronaldo.
En total son ya más de 500 jugadores los que han sobrepasado la barrera de los 100 partidos internacionales.